# Street Fighter: Legacy
Street Fighter: Legacy è un cortometraggio dedicato alla famosa serie videoludica Street Fighter.
Il cortometraggio, prodotto dalla Streetlight Films, è stato diretto da Joey Ansah (The Bourne Ultimatum) ed Owen Trevor su sceneggiatura scritta da Joey Ansah e Christian Howard e prodotto da Jacqueline Quella. Del cast fanno parte Jon Foo (Ryu) e gli stessi Christian Howard (Ken) e Joey Ansah (Akuma).

## Trama
La pellicola si apre con alcune immagini di Akuma eseguire alcune mosse per poi dare le spalle alla telecamera mostrando il kanji (天) inciso sulla schiena. Il tutto fa parte di un incubo di Ryu che, una volta svegliatosi, si alza e si incammina fino ad arrivare in una foresta. Qui sente una voce che gli dice di prepararsi, per poi scoprire che a dirglielo è stato Ken, suo vecchio amico e compagno di allenamenti. A questo punto i due si preparano indossando ognuno il proprio gi ed iniziano a combattere. Dopo uno scambio di colpi (fra cui i famosi Hadoken, Tatsumakisenpukyaku e Shoryuken) l'incontro finisce coi due avversari corrersi incontro sferrando entrambi un calcio volante. Durante i titoli di coda è presente una versione rivisitata della colonna sonora originale del videogioco.